# Frederick Albert Urquhart
Frederick Albert Urquhart (* 13. Dezember 1911 in Toronto, Ontario; † 3. November 2003) war ein kanadischer Zoologe und Lepidopterologe. Er war von 1963 bis 1977 Professor für Zoologie an der University of Toronto. Seine jahrzehntelange Forschung über den Monarchfalter, die er zusammen mit seiner Frau betrieb, führten 1975 zur Entdeckung ihrer Überwinterungsquartiere in den Bergen Mexikos.

## Leben und Wirken

### Kindheit und Jugend
Frederick Urquhart wuchs in einem kleinen Holzhaus in der Nähe einer Eisenbahnlinie auf. Entlang dieser gab es große Flächen mit Gras und Unkraut, die im Sommer zahlreiche Insekten mit ihrem Blüten anlockten. Im Alter von fünf Jahren fing er mit seinen bloßen Händen eine Hummel und lernte schmerzhaft, wie sich Insekten gegen ihre Jäger wehren. Die Insekten faszinierten ihn seit diesem Zeitpunkt und er streifte oft auf den Wiesen umher, lauschte dem Summen der Bienen und Zirpen der Heuschrecken, und beobachtete die Schmetterlinge beim Saugen auf den Blüten. Mit sieben Jahren begann er, Schmetterlinge zu sammeln und zu bestimmen. Nachts suchte er entlang der Straßenbeleuchtung und an Bäumen nach Nachtfaltern. Mit 16 Jahren hatte er schon eine Sammlung, die fast die gesamte lokale Insektenfauna abdeckte. Sein Wissen über Insekten eignete er sich aus Büchern einer nahe gelegenen Bibliothek an. Nachdem er außer zur Jugendbibliothek auch Zugang zu den Büchern für Erwachsene bekommen hatte, lass er fasziniert den Ursprung der Arten von Charles Darwin und die Bücher von Jean-Henri Fabre über Versuche an Insekten. Zu dieser Zeit stellte er sich die Frage, wohin die Monarchfalter im Winter ziehen.

### Akademische Laufbahn
1931 begann Urquhart ein Biologiestudium an der University of Toronto, das er 1935 mit hervorragender Leistung abschloss. Ein B.A. Bensley Fellowship-Stipendium ermöglichte ihm entomologische Studien, die ihn zum Master-Abschluss 1937 und zur Promotion 1940 führten. Danach ging er zur meteorologischen Abteilung des Verkehrsministeriums und lehrte bis zum Ende des Zweiten Weltkriegs Meteorologie bei der Royal Canadian Air Force.
1945 wurde er Direktor für Zoologie am Royal Ontario Museum (ROM) und 1948 wurde er gleichzeitig Assistenz-Professor an der University of Toronto. Ein Jahr später wurde auch noch Direktor für Paläontologie am ROM. 1961 bekam er eine volle Stelle als Dozent und von 1963 bis zu seiner Emeritierung 1977 war er ordentlicher Professor für Zoologie an der University of Toronto.

### Monarchfalterforschung
Das Buch The Migration of Butterflies (1930) von Carrington Bonsor Williams war Ausgangspunkt seiner Forschung. Zu jener Zeit war nur wenig über wandernde Insekten, besonders über den Monarchfalter, bekannt. Man wusste nur, dass die Falter im September nach Süden ziehen und 1937 markierte er die ersten Falter um mehr über ihre Wanderungen zu erfahren. Der Erfolg blieb allerdings aus. Er forschte weiter an verschiedenen Markierungmethoden, bis er schließlich durch den Hinweis eines Freundes eine einfache und wetterbeständige Methode gefunden hatte. Die als Alar tag, vom lateinischen Alar für Flügel, bezeichneten, etwa 6 mal 12 Millimeter großen Aufkleber, waren ein Durchbruch für die Markierung von Schmetterlingen. Diese trugen die Aufschrift „Send to Zoology University of Toronto Canada“.
1945 heiratete er Norah Roden Patterson, mit der er zusammen ein Leben lang Monarchfalter erforschte.
Seine Frau schrieb 1952 einen Artikel über markierte Monarchfalter für ein Magazin. Dieser Beitrag enthielt einen Aufruf an Freiwillige, sie bei der Arbeit zu unterstützen. 12 Menschen antworteten und gründeten die International Migration Association. Die Urquharts lieferten die Materialien für die Kennzeichnung und schulten die Freiwilligen, zwanzig Jahre später zählte die Vereinigung schon über 600 Mitglieder mit tausenden Helfern. Diese markierten hunderttausende Falter und damit gelang es den Urquharts neue Erkenntnisse über diese zu erlangen. Es stellte sich heraus, dass die Falter an einem Tag bis zu 130 Kilometer weit flogen, aber nur bei Tageslicht, und dass sie Wind und offene Gewässer mieden. Die Flugrichtung der Falter ging vom Nordosten nach Südwesten und die Urquharts reisten nach Kalifornien und zum Golf von Mexiko, ohne jedoch die Überwinterungsquartiere zu finden.
1972 schrieb Nora mexikanische Zeitungen an und rief zur Mitarbeit bei der Suche nach den Falter auf. Der amerikanische Ingenieur Ken Brugger aus Mexiko-Stadt fuhr daraufhin die nächsten Jahre in Mexiko auf der Suche nach Faltern umher. 1974 heiratet er Cathy und die beiden Schmetterlingsliebhaber suchten weiter. Sie fanden immer wieder tote Tiere und kamen den Überwinterungsquartieren immer näher. 1975 zeigten sie Holzfällern tote Tiere und diese zeigten ihnen schließlich den Weg zu den Quartiere der Monarchfalter in den Vulkanbergen, 240 Kilometer von Mexiko-Stadt entfernt. Danach riefen sie die Urquharts an und teilten ihnen mit, dass sie Millionen Falter gefunden hatten. Im folgenden Jahr reisten die Urquharts selbst nach Mexiko und besichtigten den Fundort. Der Boden war bedeckt mit Faltern und die Bäume hingen voll von ihnen. Ein Ast brach unter ihrem Gewicht ab, darunter befand sich ein Falter, der in Minnesota markiert wurde.
Heute kennt man 13 Stellen an fünf Bergen, an denen Monarchfalter überwintern. Diese sind seit dem Jahr 2000 durch das 56000 Hektar große Monarch Butterfly Biosphere Reserve gesetzlich geschützt, aber durch illegalen Holzeinschlag bedroht. In ihrer Heimat Kanada setzten sich die Urquharts für den Erhalt von wilden Seidenpflanzen ein, die den Raupen der Falter als Nahrung dienen.

## Ehrungen
- Am 7. Juli 1998 wurden Frederick Albert Urquhart und Norah Roden Urquhart mit der Aufnahme als Member in the Order of Canada für ihr Lebenswerk geehrt. Dies ist der dritte Grad der höchsten Auszeichnung des Kanadischen Staates für seine Bürger.
- Die Urquharts wurden mit dem W.W.H. Gunn Award ausgezeichnet, der höchsten Auszeichnung der Federation of Ontario Naturalists, zu deren Gründer Frederick Urquhart in den 1940er Jahren gehörte.
- Die Urquharts wurden als Fellows of the Royal Entomological Society of London aufgenommen.
- In Dundas, Ontario, ehrt der Urquhart Butterfly Garden die Verdienste der Urquharts.